# Malcolm Hartley
| Odkryte planetoidy: 3 | Odkryte planetoidy: 3 | Odkryte planetoidy: 3 |
| --------------------- | --------------------- | --------------------- |
| (21374) 1997 WS22     | 24 listopada 1997     |                       |
| (65674) 1988 SM       | 29 września 1988      |                       |
| (251698) 1996 DJ      | 18 lutego 1996        |                       |

Malcolm Hartley (ur. 15 lutego 1947 w Bury) – australijski astronom pochodzący z Wielkiej Brytanii.

## Życiorys
W latach 1966–1970 studiował astrofizykę na Uniwersytecie Edynburskim. Początkowo był pracownikiem Obserwatorium Królewskiego w Edynburgu. W 1976 roku wyjechał do Australii, by podjąć pracę jako obserwator w Obserwatorium Siding Spring, przy teleskopie UK Schmidt Telescope zarządzanym wówczas przez obserwatorium w Edynburgu. Pracował tam do 31 stycznia 2013 roku.
W latach 1988–1997 odkrył trzy planetoidy. Jest także odkrywcą lub współodkrywcą 13 komet, z czego 9 to komety okresowe: 79P/du Toit-Hartley, 80P/Peters-Hartley, 100P/Hartley, 103P/Hartley, 110P/Hartley, 119P/Parker-Hartley, 123P/West-Hartley, 161P/Hartley-IRAS, 318P/McNaught-Hartley, a 4 to komety nieokresowe: C/1984 W2 (Hartley), C/1985 R1 (Hartley-Good), C/1995 Q2 (Hartley-Drinkwater), C/1999 T1 (McNaught-Hartley).
Malcolm Hartley był członkiem międzynarodowego zespołu astronomów, który w latach 1998–2006 odkrył za pomocą UK Schmidt Telescope 900 mgławic planetarnych w Galaktyce oraz prawie 500 w Wielkim Obłoku Magellana.
W uznaniu jego pracy jego nazwiskiem nazwano planetoidę (4768) Hartley.